# Josep Clotet Ruiz
Josep Clotet Ruiz, conosciuto come Pep Clotet (Igualada, 28 aprile 1977), è un allenatore di calcio spagnolo.

## Carriera

### Allenatore

#### Gli inizi
Dal 2001 al 2003 guida il Cornellà, squadra della Catalogna, prima di allenare varie formazioni nel settore giovanile dell'Espanyol, con cui diviene campione di Spagna nella categoria Juveniles (Under-18). Tali risultati gli valgono, dopo una stagione sulla panchina del Figueres, la panchina dell'Espanyol B, allenato nel 2008-2009.
Il 5 dicembre 2010 viene nominato allenatore degli svedesi dell'Halmstad. Il 5 luglio 2011 viene esonerato dal club, avendo ottenuto una sola vittoria in metà campionato.
Il 20 ottobre 2011 è ufficializzato il suo ingresso nello staff tecnico dei norvegesi del Viking, a cui si lega con un contratto dalla durata biennale, con decorrenza dal 1º gennaio 2012. Con l'esonero dell'allenatore Åge Hareide e l'ingaggio del sostituto, Kjell Jonevret, Clotet lascia il club scandinavo.
L'11 luglio 2012 è nominato allenatore del Malaga B, militante nella Tercera División spagnola. Il 19 novembre 2013 entra a far parte dello staff dello Swansea City in qualità di consulente del settore giovanile del club. Nel maggio dell'anno seguente viene promosso ad assistente dell'allenatore della prima squadra, Garry Monk. Il 13 giugno 2016 segue Monk nella sua nuova squadra, il Leeds United, militante nel Championship inglese.
Il 1º luglio 2017 diventa il nuovo allenatore dell'Oxford United, incarico che mantiene sino al 22 gennaio 2018, giorno in cui viene esonerato.
Il 4 marzo 2018 assume il ruolo di viceallenatore del Birmingham City, sempre al seguito di Monk, mentre nella stagione successiva prende il posto del primo allenatore dopo l'esonero di quest'ultimo; inizialmente viene assunto come allenatore ad interim, salvo poi venire confermato come primo allenatore in dicembre, per poi ottenere la salvezza in Championship. Lascia il club nell'estate 2020.

#### Esperienze in Italia e in Russia
Il 5 febbraio 2021 viene nominato nuovo allenatore del Brescia, subentrando in panchina all'esonerato Davide Dionigi. Con 10 vittorie, 4 pareggi e 3 sconfitte (34 punti in 17 partite) termina la stagione regolare al settimo posto con 56 punti, qualificandosi ai play-off, dai quali è subito eliminato dal Cittadella.
Il 2 luglio 2021 viene ingaggiato dalla SPAL con cui firma un contratto annuale. Viene esonerato il 5 gennaio 2022, con la squadra al quindicesimo posto con 20 punti raccolti in 18 partite, frutto di 5 vittorie, 5 pareggi e 8 sconfitte.
Il 18 giugno 2022 fa ritorno al Brescia, con cui sigla un contratto biennale. Viene esonerato il 21 dicembre seguente, con la squadra decima in classifica con 24 punti raccolti in 18 partite. Il 16 gennaio 2023, dopo solo due partite dirette da Alfredo Aglietti, Clotet viene richiamato a guidare il Brescia, scivolato intanto al tredicesimo posto con 25 punti. Il 6 febbraio seguente, dopo altre tre sconfitte e con la squadra ora sedicesima, viene nuovamente esonerato.
A fine marzo 2023 firma un contratto annuale con il Torpedo Mosca, in quel momento ultimo nella massima serie russa. Confermato nonostante la retrocessione, viene sollevato dall'incarico nell'ottobre dello stesso anno, avendo raccolto 17 punti nelle prime 12 giornate del campionato di seconda serie.
Il 21 ottobre 2024, viene ufficializzato il suo ingaggio come allenatore  dalla Triestina con la squadra all'ultimo posto (assieme all'Arzignano) del girone A di Serie C, con soli 4 punti. Dopo poco più di un mese, durante il quale ha raccolto due pareggi e quattro sconfitte in sei gare, il 27 novembre 2024 viene sollevato dall'incarico, venendo sostituito da Attilio Tesser.

## Statistiche

### Statistiche da allenatore
Statistiche aggiornate al 24 novembre 2024
| Stagione             | Squadra              | Campionato           | Campionato | Campionato | Campionato | Campionato | Coppe nazionali | Coppe nazionali | Coppe nazionali | Coppe nazionali | Coppe nazionali | Coppe continentali | Coppe continentali | Coppe continentali | Coppe continentali | Coppe continentali | Altre coppe | Altre coppe | Altre coppe | Altre coppe | Altre coppe | Totale | Totale | Totale | Totale | % Vittorie | Piazzamento        |
| Stagione             | Squadra              | Comp                 | G          | V          | N          | P          | Comp            | G               | V               | N               | P               | Comp               | G                  | V                  | N                  | P                  | Comp        | G           | V           | N           | P           | G      | V      | N      | P      | %          | Piazzamento        |
| -------------------- | -------------------- | -------------------- | ---------- | ---------- | ---------- | ---------- | --------------- | --------------- | --------------- | --------------- | --------------- | ------------------ | ------------------ | ------------------ | ------------------ | ------------------ | ----------- | ----------- | ----------- | ----------- | ----------- | ------ | ------ | ------ | ------ | ---------- | ------------------ |
| 2001-2002            | Cornellà             | TD                   | 38         | 12         | 10         | 16         | -               | -               | -               | -               | -               | -                  | -                  | -                  | -                  | -                  | -           | -           | -           | -           | -           | 38     | 12     | 10     | 16     | 31,58      | 18º (retr.)        |
| 2002-2003            | Cornellà             | DRF                  | 38         | 24         | 8          | 6          | -               | -               | -               | -               | -               | -                  | -                  | -                  | -                  | -                  | -           | -           | -           | -           | -           | 38     | 24     | 8      | 6      | 63,16      | 1º (prom.)         |
| Totale Cornellà      | Totale Cornellà      | Totale Cornellà      | 76         | 36         | 18         | 22         |                 | -               | -               | -               | -               |                    | -                  | -                  | -                  | -                  |             | -           | -           | -           | -           | 76     | 38     | 18     | 22     | 50,00      |                    |
| lug.-ott. 2006       | Figueres             | SDB                  | 9          | 1          | 3          | 5          | -               | -               | -               | -               | -               | -                  | -                  | -                  | -                  | -                  | -           | -           | -           | -           | -           | 9      | 1      | 3      | 5      | 11,11      | Eson.              |
| lug.-ott. 2009       | Espanyol B           | SDB                  | 7          | 0          | 4          | 3          | -               | -               | -               | -               | -               | -                  | -                  | -                  | -                  | -                  | -           | -           | -           | -           | -           | 7      | 0      | 4      | 3      | &0,00      | Eson.              |
| 2011                 | Halmstad             | A                    | 13         | 1          | 4          | 8          | CS              | 2               | 1               | 0               | 1               | -                  | -                  | -                  | -                  | -                  | -           | -           | -           | -           | -           | 15     | 2      | 4      | 9      | 13,33      | Eson.              |
| 2012-2013            | Malaga B             | TD                   | 38+2       | 20         | 11+2       | 7          | -               | -               | -               | -               | -               | -                  | -                  | -                  | -                  | -                  | -           | -           | -           | -           | -           | 40     | 20     | 13     | 7      | 50,00      | 4º                 |
| 2017-gen. 2018       | Oxford Utd           | FL1                  | 29         | 10         | 8          | 11         | FACup+CdL       | 1+1             | 0+0             | 0+0             | 1+1             | -                  | -                  | -                  | -                  | -                  | FLT         | 5           | 3           | 0           | 2           | 36     | 13     | 8      | 15     | 36,11      | Eson.              |
| 2019-lug. 2020       | Birmingham City      | FLC                  | 42         | 12         | 13         | 17         | FACup+CdL       | 4+1             | 2+0             | 1+0             | 1+1             | -                  | -                  | -                  | -                  | -                  | -           | -           | -           | -           | -           | 47     | 14     | 14     | 19     | 29,79      | Eson.              |
| feb.-giu. 2021       | Brescia              | B                    | 17+1       | 10+0       | 4+0        | 3+1        | CI              | -               | -               | -               | -               | -                  | -                  | -                  | -                  | -                  | -           | -           | -           | -           | -           | 18     | 10     | 4      | 4      | 55,56      | Sub. 7º            |
| 2021-gen. 2022       | SPAL                 | B                    | 18         | 5          | 5          | 8          | CI              | 1               | 0               | 0               | 1               | -                  | -                  | -                  | -                  | -                  | -           | -           | -           | -           | -           | 19     | 5      | 5      | 9      | 26,32      | Eson.              |
| 2022-2023            | Brescia              | B                    | 21         | 6          | 6          | 9          | CI              | 2               | 1               | 0               | 1               | -                  | -                  | -                  | -                  | -                  | -           | -           | -           | -           | -           | 23     | 7      | 6      | 10     | 30,43      | Eson., Sub., Eson. |
| Totale Brescia       | Totale Brescia       | Totale Brescia       | 39         | 16         | 10         | 13         |                 | 2               | 1               | 0               | 1               |                    | -                  | -                  | -                  | -                  |             | -           | -           | -           | -           | 41     | 17     | 10     | 14     | 41,46      |                    |
| mar.-giu. 2023       | Torpedo Mosca        | PL                   | 10         | 1          | 0          | 9          | KR              | -               | -               | -               | -               | -                  | -                  | -                  | -                  | -                  | -           | -           | -           | -           | -           | 10     | 1      | 0      | 9      | 10,00      | Sub., 16º (retr.)  |
| lug.-ott. 2023       | Torpedo Mosca        | 1D                   | 12         | 5          | 2          | 5          | KR              | 1               | 0               | 1               | 0               | -                  | -                  | -                  | -                  | -                  | -           | -           | -           | -           | -           | 13     | 5      | 3      | 5      | 38,46      | Eson.              |
| Totale Torpedo Mosca | Totale Torpedo Mosca | Totale Torpedo Mosca | 22         | 6          | 2          | 14         |                 | 1               | 0               | 1               | 0               |                    | -                  | -                  | -                  | -                  |             | -           | -           | -           | -           | 23     | 6      | 3      | 14     | 26,09      |                    |
| ott.-nov. 2024       | Triestina            | C                    | 6          | 0          | 2          | 4          | CI-C            | -               | -               | -               | -               | -                  | -                  | -                  | -                  | -                  | -           | -           | -           | -           | -           | 6      | 0      | 2      | 4      | &0,00      | Sub., Eson.        |
| Totale carriera      | Totale carriera      | Totale carriera      | 301        | 107        | 82         | 112        |                 | 13              | 4               | 2               | 7               |                    | -                  | -                  | -                  | -                  |             | 5           | 3           | 0           | 2           | 319    | 114    | 84     | 121    | 35,74      |                    |

## Palmarès

### Allenatore

#### Competizioni regionali
- Primera Catalana: 1

Cornellà: 2002-2003